# 24: Redemption
24: Redemption (anteriormente llamada 24: Exile) es una película de televisión, nominada al Globo de Oro, que desarrolla lo ocurrido entre la sexta y séptima temporadas de la serie televisiva 24. Tiene lugar el 20 de enero, aproximadamente tres años y nueve meses después de los eventos de la temporada 6, en la ficticia nación africana de Sangala, donde Jack Bauer se encuentra atrapado en un golpe militar en su búsqueda de un lugar donde pueda 'estar en paz'. Mientras tanto, en los Estados Unidos, es el día de Inauguración, donde Allison Taylor, la electa presidente está por tomar juramento. La película ocurre en tiempo real, durando dos horas, de 3:00 a 5:00 PM, horario local.
La película se estrenó el 23 de noviembre de 2008 en EE. UU. y el DVD de versión extendida se lanzó dos días más tarde. Fue emitida al aire el 24 de noviembre de 2008 en Sky1 en el Reino Unido, el 5 de diciembre en Seven Network en Australia y el 30 de noviembre en Fox, en Latinoamérica. En la versión extendida, el reloj de 24 que aparecía en los bloques comerciales fue retirado, pero sigue apareciendo al principio y final.
La historia se sitúa en el día de Inauguración para la nueva presidenta estadounidense, Allison Taylor, y fue filmada parcialmente en Sudáfrica. "Jack es un alma en estado de agitación y se ha estado moviendo de un lugar a otro tratando de encontrar donde pueda estar en paz," dice el coproductor ejecutivo, Manny Coto, "pero termina en África en medio de un golpe militar." Al mismo tiempo, Bauer es citado a comparecer ante una audiencia del Senado mientras se encuentra en África, pero no quiere ir, ya que desea alejarse de todo lo que tenga que ver con su vida pasada.

## Trama
Empieza con un breve prólogo que muestra un camión lleno de los rebeldes del General Benjamin Juma recorre una calle, con niños en la parte posterior que serán alistados pronto para ser parte de una milicia rebelde.
Luego, de noche, el Coronel Ike Dubaku anuncia a los niños que ahora son soldados del General Juma. Él escoge a un niño, quien fue reclutado anteriormente, y le presenta a un hombre golpeado: un miembro capturado del gobierno de Sangala. Dubaku le entrega un machete, ordenándole que mate al hombre. El niño golpea al rehén con el machete, asesinándole. 
Jack Bauer está ahora en la escuela Okavango en Sangala, un país africano ficticio, ayudando a su viejo amigo Carl Benton (Robert Carlyle) con su trabajo misionero, intentando encontrar paz. Le ha sido entregada una citación para que comparezca ante el senado en relación con cargos de tortura, pero se rehúsa a ir. Un oficial del Departamento de Estado de los Estados Unidos, Frank Trammel, les dice que la Embajada le cortará los fondos a la escuela de Benton si éste continúa protegiendo a Jack, así que Jack decide marcharse y se despide de Willie, uno de los niños de la escuela que se hizo su amigo. Entre tanto, dos niños de la escuela están jugando fútbol con algunos otros niños en un campo en el pueblo cuando son emboscados por soldados del General Juma al mando de Youssou Dubaku, intentando reclutarlos como soldados de un movimiento insurgente el cual Juma está planeando y armando, ayudado por una organización secreta dentro de los Estados Unidos. Los dos niños intentan huir pero son baleados por uno de los rebeldes.
Benton conduce hasta el pueblo para investigar la desaparición de los niños y pronto los encuentra a ambos, James está muerto y Desmond, el hermano de Willie, está herido. Benton lo rescata y llama a Jack, quien se está marchando, diciéndole que los hombres de Juma van camino a la escuela. Jack esconde a los niños en un refugio subterráneo y luego se provee de armas de la reserva de Benton. Cuando los soldados llegan, Jack los embosca y asesina a varios de ellos antes de ser capturado. Los Rebeldes torturan a Jack para obtener la ubicación de los niños escondidos, pero en lugar de eso Jack los dirige hacia los arbustos en donde está Benton, quien ha regresado y está esperando. Benton elimina a los tres soldados restantes mientras Jack asesina a Youssou, el hermano de Ike Dubaku, un coronel rebelde de alto rango. Ike pronto se entera de que su hermano ha muerto y planea su venganza, mientras Jack y Benton deciden llevar a los niños a la Embajada de los Estados Unidos en la capital de la ciudad para evacuarlos. Sin embargo, solo tienen tiempo hasta las 5:00 P. m., cuando partirá el último helicóptero. En el camino, las patrullas rebeldes los obligan a abandonar su bus y hacen el final de la travesía a pie.
En Washington D. C., a Chris Whitley (Kris Lemche) los conspiradores le ordenan que borre toda la información que los pueda incriminar. En lugar de eso, él decide llamar a su amigo Roger Taylor (Eric Lively), el hijo de la electa presidenta Allison Tayor (Cherry Jones), quien está a solo horas de ser juramentada. Whitley regresa a su casa a enviar los datos que le han ordenado borrar. Es detenido por hombres que trabajan para Jonas Hodges (Jon Voight), uno de los conspiradores. Los hombres toman la información y asesinan a Whitley, enterrándolo en cemento para ocultar el cadáver.
Jack, Benton y los niños están caminando junto al río cuando son vistos por el helicóptero de Ike y se ocultan en el bosque. Ike y sus hombres los siguen a pie y están ganando terreno cuando Benton accidentalmente pisa una mina terrestre por tratar de ayudar a Willie. Jack trata de desarmarla pero Benton le ruega que se vaya para así poder ganar tiempo. Jack renuentemente se marcha con los niños. Benton espera hasta que es rodeado por Ike y sus hombres antes de quitar su pie del gatillo, detonando la mina y muriendo él junto con los rebeldes. Sin embargo, Ike sobrevive, herido (como se muestra en la versión extendida). Jack y los niños continúan a la capital, en donde todo el mundo escapa a la embajada. Mientras Jack y los niños se acercan son emboscados por varios rebeldes a quienes Jack mata. Luego se encuentra con el niño del prólogo, a quien le habían lavado el cerebro y se las arregla para convencerlo que baje su rifle. A minutos de que se acabe el tiempo, Jack llega a la embajada con los niños. Sin embargo, Benton (su guardián legal) está muerto. Trammel chantajea a Jack para que se rinda para garantizar la seguridad de los niños. Mientras tanto, en Washington D. C., Allyson Taylor jura como Presidenta de los Estados Unidos. Jack es arrestado y se marcha con los niños en un helicóptero, la puerta se rompe y una enorme multitud de sangaleños inunda la embajada. Willie coloca su mano en el hombro de Jack como consuelo.

## Personajes
Principales
- Kiefer Sutherland como Jack Bauer.
- Cherry Jones como Presidente electa Allison Taylor.
- Bob Gunton como Ethan Kanin.
- Colm Feore como Henry Taylor.

Estrellas invitadas
- Powers Boothe como Presidente Noah Daniels.
- y Robert Carlyle como Carl Benton.

Secundarios
- Peter MacNicol como Tom Lennox.
- Gil Bellows como Frank Tramell.
- Hakeem Kae-Kazim como Ike Dubaku.
- Siyabulela Ramba como Willie.
- Kris Lemche como Chris Whitley.
- Eric Lively como Roger Taylor.
- Tony Todd como Benjamin Juma.
- Mark Kiely como Edward Vossler.

Aparición de Invitado Especial de
- Jon Voight como Jonas Hodges.